# Chickkbennur, Channagiri
Chickkbennur là một làng thuộc tehsil Channagiri, huyện Davanagere, bang Karnataka, Ấn Độ.